# Medellin Challenger
Il Medellin Challenger è stato un torneo professionistico di tennis giocato su campi in terra rossa. Faceva parte dell'ATP Challenger Series. Si giocava annualmente a Medellin in Colombia.

## Albo d'oro

### Singolare
| Anno | Campione         | Finalista       | Punteggio     |
| ---- | ---------------- | --------------- | ------------- |
| 1995 | Jérôme Golmard   | Gustavo Kuerten | 6–3, 7–6      |
| 1996 | Mauricio Hadad   | Jaime Oncins    | 2–6, 6–3, 6–1 |
| 1997 | Non disputato    | Non disputato   | Non disputato |
| 1998 | Adriano Ferreira | Rogier Wassen   | 6–0, 6–4      |

### Doppio
| Anno | Campioni                         | Finalisti                         | Punteggio     |
| ---- | -------------------------------- | --------------------------------- | ------------- |
| 1995 | Wayne Black László Markovits     | Leander Paes Maurice Ruah         | 7–5, 6–4      |
| 1996 | Pablo Campana Tamer El Sawy      | Eyal Ran Maurice Ruah             | 7–5, 6–1      |
| 1997 | Non disputato                    | Non disputato                     | Non disputato |
| 1998 | Adriano Ferreira Cristiano Testa | Juan-Camilo Gamboa Mauricio Hadad | 3–6, 6–1, 6–2 |